# Sertić Poljana
Sertić Poljana – wieś w Chorwacji, w żupanii licko-seńskiej, w gminie Plitvička Jezera. W 2011 roku liczyła 12 mieszkańców.